# Mason (Perl)
Mason ist ein Webframework, das auf der Programmiersprache Perl basiert. Vom Konzept her ist Mason ähnlich wie PHP, durch die Verwendung von Perl stehen jedoch ausgereifte Stringverarbeitung in UTF-8 und die sehr zahlreichen CPAN-Module zur Verfügung.
Mason wird als freie Software unter GNU General Public License und Artistic License verbreitet.
Mason eignet sich als Backend für Websites mit dynamischem Inhalt unter hoher Last, wie online-Zeitungen oder datenbankgetriebenes E-Business. Mason wird bei einigen bekannten Websites wie amazon.com und del.icio.us verwendet; eine umfassende Liste findet sich bei Mason HQ.
Mason kann als Apache-Modul oder als CGI-Programm verwendet werden.

## Poet
Masons Begleitprojekt Poet ist ein Perl-Webframework (und richtet sich an Mason-Entwickler). Es setzt auf PSGI/Plack auf und nutzt Mason für das Request Routing und Templating.